# Best Of... (álbum de Sia)
Best Of... também referido como Sia: Best Of... é o primeiro álbum de grandes êxitos da cantora australiana Sia, Lançado na Austrália em 30 de Março de 2012, através do Sydney-Based Independent record label pela co-produtora Inertia. A Compilação inclui faixas de quatro de seus álbuns de estúdio anteriores:Healing Is Difficult(2001), Colour the Small One (2004), Some People Have Real Problems (2008), e We Are Born (2010) . Também estão incluídas duas faixas com Sia com vocalistas ("Destiny" com Zero 7, e "Tittanium" com David Guetta) "My Love" para A Saga Crepúsculo: Eclipse trilha sonora do filme , além de uma versão remixada de "Buttons" feito pela banda de Rock Brasileira CSS.
O álbum foi anunciado em fevereiro de 2012, pouco depois de Sia alegar que ela iria se aposentar. Algumas lojas de música online ofereceram o DVD de músicas da Sia TV é meu pai (TV Is My Parent) como bônus. No geral, a recepção crítica do álbum foi positivo, embora muitos críticos criticarem a seleções de faixas. Best Of ... estreou em número 30 na ARIA Chart na semana de 15 de abril e alcançou uma posição de pico de número 27 na semana seguinte.

## Conteúdo
Best Of ... contém dezoito faixas abrangendo quinze anos de música de carreira de Sia, incluindo o trabalho colaborativo com Zero 7 e outros artistas. Catorze faixas vêm de quatro álbuns de estúdio anteriores da SIA. "Taken for Granted", o que representa o material mais antigo na compilação, é a única canção do álbum de Sia em 2002 Healing Is Difficult.  "Numb", " Where I Belong ", " Breathe Me " e "Sweeat Potato" todos apareceram no álbum de Sia em 2004 Colour the Small One . As faixas de seu álbum em 2008 Some People Have Real Problems incluem: " The Girl You Lost to cocaíne ",  " Day Too Soon ", " Ray Davies ' " I Go to Sleep ", " Soon We'll Be Found " E " Buttons "  " Clap Your Hands ", " Bring Night ", " You've Change ", e " The Fight " apareceu originalmente no álbum de estúdio anterior de Sia We Are Born (2010).
As quatro faixas restantes representam trabalhos colaborativos, uma aparência de trilha sonora e um remix. "Destiny" apareceu pela primeira vez sobre o duo britânico Zero 7 do álbum Simple Things (2001); a pista apresenta performances vocais de Sia e Sophie Barker . "My Love" apareceu em A Saga Crepúsculo: Eclipse trilha sonora do filme (2010). "Titanium", escrita por Sia, David Guetta, Giorgio Tuinfort, e Nick van de parede , apareceu pela primeira vez no álbum de Guetta Nothing but the Beat (2011).

## Recepção
A recepção crítica do álbum de compilação foi positiva em geral; Muitos críticos apreciaram o álbum em sua totalidade, mas criticaram faixas selecionadas. A The UA review de Robert Lyon premiou deu pontuação ao álbum de 8,2 em uma escala de 10 pontos.  Lyon pensou "Clap Your Hands" começou o álbum "brilhante" e elogiou faixas individuais adicionais, mas notou a compilação oferecido nenhum material inédito e que o DVD bônus só estava disponível através de varejistas selecionados. Mikey Cahill da News Limited premiado com o álbum de quatro pontos em uma escala de cinco pontos. Ele escreveu que os ouvintes têm a capacidade de "visualizar o exterior animado de Sia cantando cada nota alto e orgulhoso" e resumiu o álbum em uma palavra: "respeitável".  Freya Davies de ArtsHub sugeriu "Bring Night" teria sido uma melhor faixa de abertura. Davies criticou faixas selecionadas, como "Destiny" e "Day Too Soon", devido ao canto "inarticulado" de Sia, mas também elogiou músicas de ritmo mais rápido, que destacaram sua "força vocal" ("Titanium" e "Buttons").  Davies concluiu: "A capacidade da Sia combinar cult e apelo popular é demonstrada com sucesso pela força deste álbum de compilação, seus pontos fracos são momentâneos; no geral, é uma saudação divertido para os últimos 15 anos e um olhar respeitável para o futuro. . "
Scott-Patrick Mitchell de Out In Perth , uma LGBT publicação com sede em Perth, Austrália Ocidental, apreciado um álbum de destaques Sia e escreveu que "Bring Night", "Buttons" e "The Girl You Lost to cocaíne" "[brilho] como Supernovas ". Rabbit Hole Urban Music 's Steve inteligente atribuído a compilação quatro de cinco estrelas. Smart pensou que o álbum foi longo, mas abrangente de muitos gêneros; Ele chamou a produção de "super suave ... elegante, mas não sem bordas". A Revista Rave 's Alasdair Magazine, o crítico Duncan também classificado o Best Of ... com quatro de cinco estrelas e complementado como um "conjunto da obra de Sia". Duncan pensou que a compilação tinha uma "qualidade jogada" mas chamou a música "top-notch". Nina Bertok de Rip It Up , e a Adelaide Street Press Magazine, chamou o álbum de uma coleção de "baladas-repuxa lágrima ... nuggets pop ... bangers Dance" e "números quirkier". Bertok recomendou o remix CSS de "Buttons" e premiou a compilação de três em cinco estrelas. Um revisor do Sydney Estrela Observer escreveu que "Breathe Me" se destaca como melhor canção de Sia, mas pensou que suas canções "Do not Bring Me Down" e "I'm In Here" deveriam ter sido incluídas no álbum.

## Alinhamento de Faixas
| N.º            | Título                           | Compositor(es)                                       | Duração |  |
| 1.             | "Clap Your Hands"                | Sia Fürler, Samuel Dixon                             | 3:58    |  |
| 2.             | "The Girl You Lost To Cocaíne"   | Sia Fürler, Rob Allum, Phil Marten, Eddie Myer       | 2:40    |  |
| 3.             | "Destiny (Zero 7 featuring Sia)" | Sia Fürler, Sophie Barker, Henry Binns, Sam Hardaker | 3:47    |  |
| 4.             | "Buttons"                        | Sia Fürler, Freescha                                 | 3:16    |  |
| 5.             | "Day Too Soon"                   | Furler, Dixon                                        | 4:23    |  |
| 6.             | "Numb"                           | Furler, James McMillan                               | 4:40    |  |
| 7.             | "Where I Belong"                 | Furler, Dixon                                        | 4:43    |  |
| 8.             | "Breathe Me"                     | Furler, Dan Carey                                    | 4:43    |  |
| 9.             | "Sweet Potato"                   | Furler, Kevin Cormack,Jimmy Hogarth                  | 4:34    |  |
| 10.            | "Bring Night"                    | Furler, Greg Kurstin                                 | 2:57    |  |
| 11.            | "My Love"                        | Furler, Oliver Kraus                                 | 5:14    |  |
| 12.            | " Titanium (Canção)"             | Furler, Guetta, Giorgio Tuinfort, Nick van de Wall   | 3:57    |  |
| 13.            | "You've Change"                  | Furler, Lauren Flax                                  | 3:11    |  |
| 14.            | "I Go To Sleep"                  | Ray Davies                                           | 3:46    |  |
| 15.            | "The Fight"                      | Furler, Carey                                        | 3:37    |  |
| 16.            | "Soon We'll Be Found"            | Furler, Rick Nowels                                  | 4:20    |  |
| 17.            | "Taken for Granted"              | Furler, Corsbie, Sergei Prokofiev                    | 4:34    |  |
| 18.            | "Buttons (CSS Mix)"              | Furler, Freescha                                     | 3:26    |  |
| Duração total: | Duração total:                   | Duração total:                                       | 67:03   |  |

## Charts
Best Of ... estreou no número 30 na parada de álbuns da ARIA a semana de 15 de abril de 2012.  O álbum alcançou a posição de pico de número 27 na semana seguinte antes de sair do gráfico.
| Chart (2012)            | Pico de Posição |
| ----------------------- | --------------- |
| Australian Albums Chart | 27º             |